# Васютинське
Васю́тинське — село Миколаївської міської громади Краматорського району Донецької області, Україна. Населення становить 93 осіб.